# 6972 Helvetius
A 6972 Helvetius (ideiglenes jelöléssel 1992 GY3) a Naprendszer kisbolygóövében található aszteroida. Eric Walter Elst fedezte fel 1992. április 4-én.